# 朱載𰉬
均思王朱載𰉬（1539年8月23日—1540年4月16日），是明世宗朱厚熜庶八子亦最小的皇子，母趙榮妃。朱載𰉬在嘉靖十八年閏七月初十（1539年8月23日）出生，嘉靖十九年三月初十（1540年4月16日）去世，追封均王，諡號思，葬金山。